# خوزپ مورتالالا
خوزپ مورتالالا (انگلیسی: Josep Moratalla؛ زادهٔ ۱ اکتبر ۱۹۵۸) بازیکن فوتبال اهل اسپانیا است.
از باشگاه‌هایی که در آن بازی کرده‌است می‌توان به باشگاه فوتبال بارسلونا بی، باشگاه فوتبال بارسلونا، و باشگاه فوتبال دپورتیوو لاکرونیا اشاره کرد.